# بولیده
بولیده، روستایی است از توابع بخش مرکزی شهرستان محمودآباد در استان مازندران ایران.این روستا دارای چشمه‌‌هایی با آب سرد و گواراست.

## جمعیت
این روستا در دهستان اهلمرستاق جنوبی قرار دارد و براساس سرشماری مرکز آمار ایران در سال ۱۳۸۵، جمعیت آن ۲۸۶ نفر (۶۳خانوار) بوده‌است.
این روستا دارای یک چشمه پرآب می‌باشد که دو رودخانه از آن جاری می‌شود.